# Obersülzen
Obersülzen település Németországban, Rajna-vidék-Pfalz tartományban. Lakosainak száma 726 fő (2023. december 31.).

## Népesség
A település népességének változása:
| Lakosok száma | 391  | 692  | 707  | 717  | 719  | 726  |
|               | 1975 | 2017 | 2019 | 2021 | 2022 | 2023 |